# 朱尔·蒂里
朱尔·蒂里（法語：Jules Thiry，1898年—1931年2月7日），比利时男子水球运动员。他曾代表比利时参加1924年夏季奥林匹克运动会水球比赛，获得一枚银牌。他于1931年在布鲁塞尔去世。